# Harpactea reniformis
Harpactea reniformis là một loài nhện trong họ Dysderidae.
Loài này thuộc chi Harpactea. Harpactea reniformis được miêu tả năm 1997 bởi Beladjal & Robert Bosmans.